# 對流抑制能

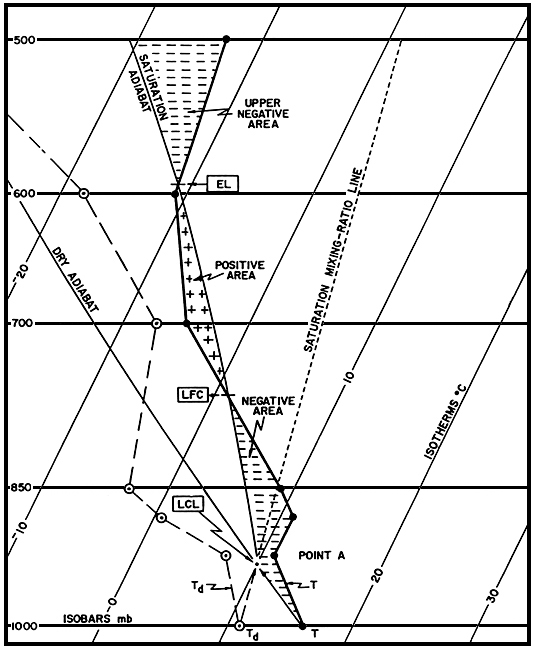
斜溫圖及各特徵的名稱。

對流抑制能 (Convective inhibition, CIN or CINH) 是氣象學名詞，其意義為阻止氣塊自地面上升至自由對流高度的能量大小。
地面氣塊需要突破負浮力區所造成的對流抑制能，才能繼續向上發展深對流。當對流抑制能存在時，負浮力區通常會分布在地表到自由對流高度之間。氣塊的負浮力來自於比地面氣塊溫度更高(密度更低)的周圍環境空氣，氣塊在此環境下將會產生向下的加速度。由此可知，對流抑制能分布的高度區間，其溫度應該是高於上層和下層的溫度，所以下層空氣塊難以上升通過此區域，進入深對流發展階段。
當對流抑制能存在時，意味著大氣中有相對較暖空氣層覆蓋在較冷空氣層之上，因而阻擋了較冷空氣層內的空氣塊上升，形成相對穩定的區域。對流抑制能的大小代表驅動較冷空氣層內氣塊突破上方較暖空氣層所需要的能量，這些能量可由鋒面、地面加熱、加濕或中尺度輻合邊界層(例如：外流和海風、地形舉升)提供。
如果一個地方的上空具有較高的對流抑制能，則大氣處於相對穩定的狀態，不利雷暴產生，概念上可以視為與對流可用位能相反的指標。
對流抑制能阻礙了上升氣流，讓對流、雷暴較難發生。但是如果有大量的對流抑制能被加熱或加濕過程消耗掉，則發展出來的對流反而會比沒有對流抑制能的情境下更旺盛，這是因為對流抑制能將對流可用位能暫時蓄積在低層大氣，等到累積足夠對流可用位能足以突破負浮力區時，其對流可用位能往往已經達到相當可觀的數值。
低層大氣的乾空氣平流和地表空氣的冷卻都會增強對流抑制能，因為兩者均會減少近地面空氣的虛溫，使得垂直虛溫分布在低層附近出現逆溫結構，上方虛溫較高的空氣阻礙下方空氣塊的上升運動。接近的鋒面和短波也會影響對流抑制能的增強或減弱。
我們可利用無線電探空儀(探空氣球) 所攜帶的溫度、氣壓測量裝置，測量出大氣中參數的垂直分布，再依照下列公式計算出對流抑制能的大小。式子中的 z-bottom 和 z-top 分別代表負浮力區的底部和頂部高度， {\displaystyle T_{v,parcel}} 和 {\displaystyle T_{v,env}} 則分別代表上升空氣塊的虛溫和環境空氣的虛溫。在大部分的個案中，負浮力區的底部即為地面，頂部則為自由對流高度。對流抑制能為每單位質量所擁有的能量，其單位為焦耳每公斤 (J/kg)，並且以負值的方式表示，當其絕對值大於200J/kg時，大氣中的對流將很難發生。
{\displaystyle {\text{CIN}}=\int _{z_{\text{bottom}}}^{z_{\text{top}}}g\left({\frac {T_{\text{v,parcel}}-T_{\text{v,env}}}{T_{\text{v,env}}}}\right)dz}
在斜溫圖上，對流抑制能的大小就是在負浮力區高度區間內，環境虛溫和氣塊虛溫所圍起來的範圍面積。
對流抑制能可簡寫成 B-，與之相反的對流可用位能則可簡寫成 B+ 或 B。對流抑制能與對流可用位能均可以 J/kg 或 m2/s2 單位來表示，兩者是等價的。對流抑制能有時候也被稱作負浮力能(negative buoyant energy, NBE)。

## 更多相關
- 大氣熱力學
- 對流不穩定
- 平衡高度
- 熱力學圖

## 其他連結
- CINH Help Page